# Quadrireme

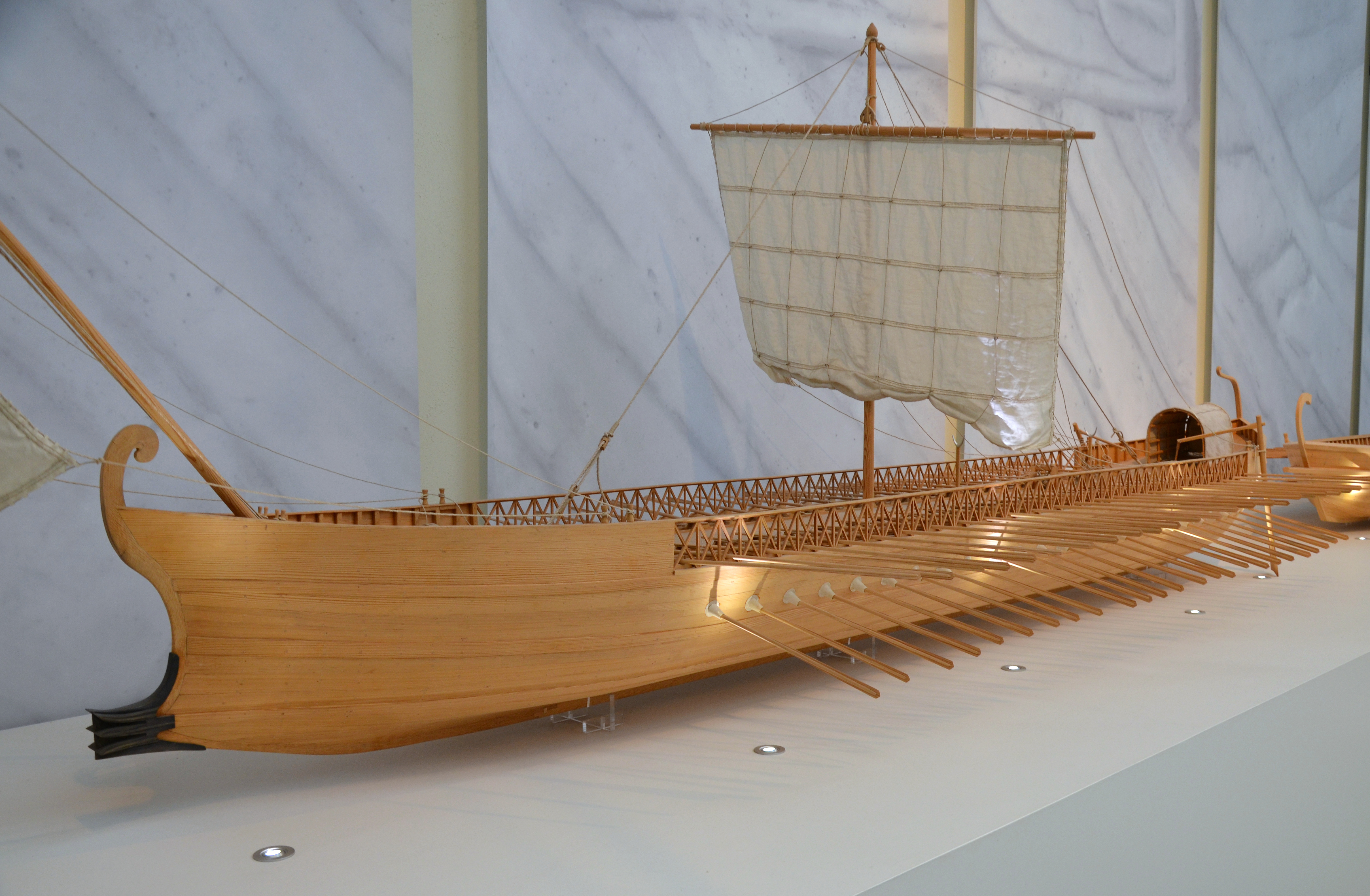
1:10-Modell der Rekonstruktion einer Quadrireme (Galerie mit zwei Ebenen) nach einem Graffito aus Alba Fucens in Italien, Mitte 1. Jhdt. v. Chr., Museum für Antike Schifffahrt, Mainz (34305899133)

Die Quadrireme lateinisch quadriremis, auch Tetrere altgriechisch τετρήρης tetrḗrēs oder Vierruderer genannt, war ein Ruderkriegsschiff des Altertums, bei dem jeweils vier Ruderer eine Einheit bildeten. Sie soll von den Karthagern im 4. Jahrhundert v. Chr. entwickelt worden sein.
Auf wie viele Ebenen von Riemen sich die Ruderer verteilten, ist in der Forschung umstritten. Einiges spricht dafür, dass die meisten Quadriremen zwei Riemen mit jeweils zwei Ruderern hatten. Es scheint aber auch vereinzelt vierreihige Schiffe gegeben zu haben, wie bildliche Darstellungen zeigen.
Aus Hinweisen sowohl aus dem Zweiten Punischen Krieg als auch aus der Schlacht von Mylae ist bekannt, dass die Quadrireme über zwei Ebenen von Ruderern verfügte und daher niedriger war als die Quinquereme, während sie etwa gleich breit war (ca. 5,6 m). Ihre Verdrängung muss etwa 60 Tonnen betragen haben, ihre Tragfähigkeit lag bei ca. 75 Marinesoldaten. Sie wurde vor allem wegen ihrer großen Geschwindigkeit und Manövrierfähigkeit geschätzt, während ihr relativ geringer Tiefgang sie für den Einsatz an der Küste prädestinierte. Der Vierruderer wurde von den Römern als „großes Schiff“ (maioris formae) eingestuft, aber in den Flotten der großen hellenistischen Reiche wie Ägypten als leichtes Fahrzeug neben den Triremen eingesetzt.
Plinius der Ältere untersuchte den Ausbruch des Vesuv an Bord einer Quadrireme, wo er umkam.